# Āshīstān
Āshīstān (persiska: آشیستان, اشستان) är en ort i Iran.   Den ligger i provinsen Östazarbaijan, i den nordvästra delen av landet, 500 km väster om huvudstaden Teheran. Āshīstān ligger 2 187 meter över havet och antalet invånare är 146.
Terrängen runt Āshīstān är huvudsakligen kuperad, men österut är den bergig. Runt Āshīstān är det tätbefolkat, med 459 invånare per kvadratkilometer. Närmaste större samhälle är Oskū, 15,9 km nordväst om Āshīstān. Trakten runt Āshīstān består i huvudsak av gräsmarker.